# Composto inorganico
Si definisce composto inorganico qualsiasi composto chimico che non contenga atomi di carbonio, o in cui questo elemento abbia numero di ossidazione +4. Sono pertanto compresi anidride e acido carbonico e relativi sali, bicarbonati, carbonati e monossido di carbonio (anche se in quest'ultimo composto il carbonio ha numero di ossidazione +2).        

## Generalità
Gli aggettivi "organico" e "inorganico" hanno origini storiche; anticamente si pensava infatti che le sostanze estratte da tessuti provenienti da organismi viventi, vegetali o animali, possedessero proprietà peculiari derivanti proprio dalla loro origine "organica" e che quindi non potessero essere sintetizzate o che i loro equivalenti sintetici fossero diversi per la mancanza di queste particolari proprietà. La sintesi in laboratorio dell'urea nel 1828 da parte del chimico tedesco Friedrich Wöhler e la constatazione che l'urea sintetica ha le medesime proprietà chimico-fisiche di quella estratta dall'urina fecero cadere questo assunto, definitivamente nel 1861. I minerali sono storicamente i composti inorganici per eccellenza.
Attualmente i composti del carbonio che comunemente vengono assimilati e studiati nell'ambito della sistematica inorganica sono quindi quelli semplici, e i derivati dell'acido carbonico, carbonati e bicarbonati. Inoltre, gli sviluppi relativi al ventesimo secolo hanno visto moltiplicarsi le commistioni tra chimica organica e chimica inorganica con il grande progredire della chimica metallorganica e della chimica bioinorganica.
I composti inorganici hanno importante funzione fisiologica, inoltre trovano utilizzo in ambiti quali quello metallurgico, in microelettronica, nell'ambito delle ceramiche e nell'edilizia.
Spesso in chimica inorganica capita di incontrare composti non stechiometrici, cioè composti che non rispettano le comuni regole di valenza e leggi stechiometriche.

## Composti inorganici
La sistematica inorganica, oltre a studiare dettagliatamente gli elementi chimici in base alla loro disposizione nella tavola periodica, si occupa anche dello studio delle varie tipologie di composti che tali elementi sono in grado di generare. Essenzialmente, oltre a composti quali ossidi, acidi, basi, sali e altri composti a carattere ionico o covalente, si possono evidenziare alcune peculiari classi di composti inorganici.

### Composti inorganici del carbonio
Non tutti i composti del carbonio sono di appannaggio della chimica organica. In particolare, diversi composti che non contengono legami C-H sono considerati strettamente inorganici. A titolo di esempio si citano il monossido di carbonio, il diossido di carbonio, l'acido carbonico e i suoi sali, il tetracloruro di carbonio, il solfuro di carbonio e i carburi.

### Composti di coordinazione
I composti di coordinazione sono caratterizzati dalla presenza di un legame coordinativo che lega un atomo metallico centrale a più ligandi ionici o molecolari. I sali, disciolti in soluzione acquosa, formano ioni coordinati da molecole di acqua. Ad esempio, il solfato rameico in acqua forma [Cu(H2O)6]2+.

### Composti metallorganici
I composti metallorganici sono caratterizzati dal possedere un legame metallo-carbonio. Esempi di composti metallorganici sono i reattivi di Grignard e Fe(C5H5)2.